# Gryon psilanteris
Gryon psilanteris är en stekelart som beskrevs av Mikhail Vasilievich Kozlov och Lê 1996. Gryon psilanteris ingår i släktet Gryon och familjen Scelionidae. Inga underarter finns listade i Catalogue of Life.